# Олімпіодор Фіванський
Олімпіодор Фіванський (приб. 380—425) — давньогрецький історик та дипломат часів Римської імперії. Працював за часів імператорів Гонорія I та Феодосія II.

## Життєпис
Народився у Фівах Єгипетських. Невідомо до якого суспільного стану він належав. Втім ймовірно Олімпіодор був досить заможним, щоб здобути гарну освіту. Свою кар'єру він розпочав в Римі та Равенні при дворі імператора Гонорія I. Олімпіодор виконував здебільшого дипломатичні завдання. Так, їздив до володарів гунів у складі римського посольства, де велися перемовини про затвердження мирного договору.
Напевне після захоплення Риму королем Аларіхом Олімпіодор перебрався до Афін. Тут він також брав участь у житті Афінської філософської школи. Водночас працював над історичним твором, проте не встиг його завершити. Праця Олімпіодора охоплювала період з 407 до 425 року, тобто ті події, свідком яких був сам автор. Вона складалася з 22 книг, з яким дотепер збереглося лише деякі уривки. Свою «Історію» Олімпіодор присвятив імператору Феодосію II. Помер Олімпіодор в Афінах.

## Видання творів
Olympiodori Thebaei. Fragmenta / Olympiodori Thebaei // Fragmenta historicorum Graecorum. Collegit, disposuit, notis et prolegomenis illustravit, indicibus instruxit Carolus Müllerus.Vol. IV. — Parisii, 1851. — P. 57 — 68

### Переклади
Російські переклади:
- Олимпиодор Фивянин. История. // Византийские историки: Дексипп, Эвнапий, Олимпиодор, Малх, Петр Магистр, Менандр, Кандид Исавр, Ноннос и Феофан Византиец. / Пер. Г. С. Дестуниса. СПб., 1860.
  - переизд.: (Серия «Византийская историческая библиотека»). Рязань: Александрия. 2003. 432 стр. С. 144—167.
- Олимпиодор Фиванский. История . / Пер. и комм. Е. Ч. Скржинской. // Византийский временник. Т. 8. 1956. С. 223—276.
  - переизд. под ред. П. В. Шувалова: (Серия «Византийская библиотека»). СПб., Алетейя, 1999. 240 стр. 1600 экз.